# Bar-El-Gazal do Norte
Bar-El-Gazal do Norte (em árabe: شمال بحر الغزال‎, transliterado: Xamāl Baḥr al - Ghazāl) é um estado (wilayat) do Sudão do Sul. Faz igualmente parte da região tradicional de Bar-El-Gazal. Tem uma área de 33 558 km² e uma população de 720 898 habitantes (censo de 2008). Faz fronteira com o Darfur do Sul a norte, Bar-El-Gazal Ocidental a oeste e sul e com Uarabe e Abiei a leste. A cidade de Uail é a capital do estado.

## História
Devido à sua proximidade ao Cordofão e à presença de uma linha ferroviária que o atravessa até Uau, o estado sofreu extensivamente com a recente guerra civil no Sudão do Sul. Bar-El-Gazal do Norte e as partes adjacentes do Cordofão Ocidental a norte estão entre as regiões politicamente mais sensíveis do Sudão. Árabes messirias (nómadas de origem egípcia) do Cordofão têm interagido com os dincas nesta região ao longo do tempo. Enquanto que as relações durante a época colonial eram maioritariamente pacíficas, a recente guerra viu uma explosão nas hostilidades. O apoio governamental aos messirias deu-lhes uma vantagem decisiva sobre os grupos dincas locais. Incursões feitas por milícias murahileen, somadas a outras milícias pertencentes aos próprios grupos dincas e apoiadas igualmente pelo governo, resultaram em consideráveis perdas de vidas, raptos generalizados e pilhagens nas aldeias dincas. Muitos desses ataques coincidiram com o movimento de trens governamentais entre o Cordofão e Wau.

## Divisão administrativa
O Bar-El-Gazal do Norte está dividido em cinco condados:
| Condado        | População (Censo 2008) |
| -------------- | ---------------------- |
| Uail do Norte  | 129 127                |
| Uail Oriental  | 309 921                |
| Uail Ocidental | 166 217                |
| Uail Central   | 41 827                 |
| Uail do Sul    | 73 806                 |

## Governo
Paul Malong Awan é o governador do estado, tendo feito o juramento para o gabinete de estado a 22 de julho de 2008. Os seus membros são:
- Deputado-Governador e Ministro da Informação e Comunicação - Arkenjelo Athian Teng Angok
- Ministro-Estadual das Finanças - Ajou Garang Deng (Ajou Makot)
- Ministra-Estadual da Saúde - Sra. Akon Bol Akok
- Ministro-Estadual dos Assuntos Parlamentares - Garang Diing Akuong
- Ministro-Estadual da Educação, Ciência e Tecnología- Stephen Chol Unguec
- Ministro-Estadual dos Agentes do Governo Local e de Aplicação da Lei - Bak Lual Bol (Bak Abu-ajac)
- Ministro-Estadual das Infraestruturas Físicas - Giir Riiny Lual
- Ministro-Estadual da Agricultura - Angui Akot
- Secretário-geral do Concelho de Ministros Estadual - Yel Deng Nguel

Os conselheiros de estado são:
- Pio Tem Kuac Ngor - conselheiro político
- Tong Atak Mel - conselheiro para os assuntos económicos
- Akok Bol Mador - governo local
- Riak Wol Atuer - conselheiro para a segurança

## Livros
- Francis M. Deng, 1995, War of Visions, Conflict of Identities in the Sudan, (Washington D.C.: Brookings)
- Human Rights Watch, 1999, Famine in Sudan, 1998, The Human Rights Causes, (New York, Human Rights Watch).
- Dave Eggers, 2006, What is the What, (New York, Vintage Books).
- David Keen, 1994, The Benefits of Famine, A Political Economy of Famine and Relief in Southwestern Sudan, 1983 - 1989, (New Jersey, Princeton University Press).